# Karin Gaardsted
Karin Gaardsted (født 19. oktober 1955 i Aulum) er en dansk politiker som er medlem af Folketinget for Socialdemokratiet. Hun indtrådte i Folketinget 1. marts 2024 da Annette Lind nedlagde sit mandat for blive generalkonsul i Flensborg. Gaardsted var også tidligere medlem af Folketinget fra 2011 til 2019, samt barselsvikar i Folketinget for Anne Paulin i 2021. Fra 1. januar 2010 til sin indtrædelse i Folketinget i 2011 var hun viceborgmester i Viborg Kommune Hun er uddannet folkeskolelærer.

## Baggrund
Karin Gaardsted blev uddannet folkeskolelærer fra Herning Seminarium i 1979, og arbejdede efterfølgende fra 1979 til 1990 på Houlkærskolen i Viborg. I 1981 bosatte hun sig i bydelen Houlkær.
I 1990 blev hun ansat som konsulent for børnekulturområdet i Viborg Kommune. I 2000 forlod hun Viborg Kommune, da hun kom til Kulturministeriet som projektkonsulent for "Kulturrådet for Børn". En stilling hun bestred indtil 2002. Kommunernes Skolebiblioteksforening blev næste stop for Karin Gaardsted da hun i 2002 blev ansat som udviklingschef i foreningen. I 2009 forlod hun stillingen, da hun ville beskæftige sig med politik på fuld tid.

## Politisk karriere
Karin Gaardsted blev valgt til kommunalbestyrelsen i Viborg Kommune (Viborg Sammenlægningsudvalg) ved valget 15. november 2005. Hun fik 228 personlige stemmer. Dette var første gang hun blev valgt til en politisk post.
Ved kommunalvalget i 2009 havde hun afløst den siddende borgmester Johannes Stensgaard som Socialdemokraternes borgmesterkandidat. Hun fik valgets største personlige stemmetal med 6561, mod Ib Bjerregaards (V) 5050 stemmer og Søren Pape Poulsens (C) 3244 personlige stemmer. Der var i alt 47.772 optalte stemmer. Efter en konstitueringsaftale imellem Socialdemokratiet, SF, Dansk Folkeparti og Konservative Folkeparti, blev den konservative Søren Pape borgmester og Karin Gaardsted viceborgmester for Viborg Kommune. Desuden blev Karin Gaardsted formand for kommunens største udvalgsområde, Børne- og Ungdomsudvalget.

### Folketinget
I maj 2010 blev hun valgt som folketingskandidat for Socialdemokraterne i Viborg Vestkredsen, som afløser for medlem af Folketinget, Jens Christian Lund.
Ved Folketingsvalget den 15. september 2011 blev hun valgt ind i Folketinget for Socialdemokraterne.
I Folketinget blev hun i 2011 formand for Erhvervs-, Vækst- og Eksportudvalget.
Samme år blev hun også næstformand for Nordisk Råd.
Den 13. august 2013 blev hun udnævnt til IT- og teleordfører og innovationsordfører for Socialdemokraterne,
— et område som hun ikke havde specielt meget indsigt i.
I en af hendes første interviews efter udnævnelsen udtalte hun sig positivt overfor Danmarks tilslutning til EU's patentdomstol.
I juni 2015 blev hun genvalgt som folketingsmedlem for Socialdemokraterne i Viborg Vestkredsen. Siden valget 2015 har Karin haft følgende poster i Folketinget, ordfører for IT-og Teleområdet, ordfører for forbrugerområdet, ordfører for Grønland og ordfører for Færøerne. I 2019 blev hun ikke valgt ind.